# 大连市第三十六中学
38°54′35″N 121°37′34″E / 38.909604°N 121.626023°E
大连市第三十六中学，全称为大连市第三十六高级中学，在大连简称“三十六（中）”。学校位于大连市西岗区保健街42号，一二·九街与胜利路交汇处。
经专家组验收
，该校于2011年9月30日被评为省示范性普通高中，并于10月12日网上公示。并获得了“辽宁省科研兴校百强校”称号

## 校史

### 历史沿革
大连市第三十六中学现址为大连商业学校旧址，建于1906年，建筑面积3000平方米。日本侵占时期为大连商业学校，现为大连市第二批重点保护建筑。
1945年-1962年 旅大市公安学校，后为旅大市警备区（3280部队）招待所。
1962年春 大连市西岗区成立三所民办中学：
- 西岗区半工半读第一中学，原址茂田巷，后为三十五中学；
- 西岗区半工半读第二中学，原址在老二十五中南面山坡后为三十六中学；
- 西岗区半工半读第三中学，联合支部设在三中，原址在东关街，后为三十七中学。

1969年秋，大连市第三十五中学与大连市第三十六中学同时迁入此校址。
1970年3月 大连市第三十五中学与大连市第三十六中学合并校名为大连市第三十六中学，实行十年一贯制，隶属西岗区文教办公室，后为西岗区教育局，文革时由大连水产制品厂接管学校。
2011年5月末、6月初 再度接受省领导检查，受到省政府教育督导团的赞扬

。
2011年9月30日 在《辽教发[2011]127号》文件中（见附件），被评为省示范性普通高中并于10月12日在辽宁省教育厅官网公示。

### 改革创新
该校进行过多次改革创新
- 2009年9月 开始尝试取消教辅改革，并在史、地、政、化等学科进行试点。[10][11]

- 2011年2月12日 校方接管食堂，并进行相关改革，使其在伙食质量等方面有所提高。

## 文化

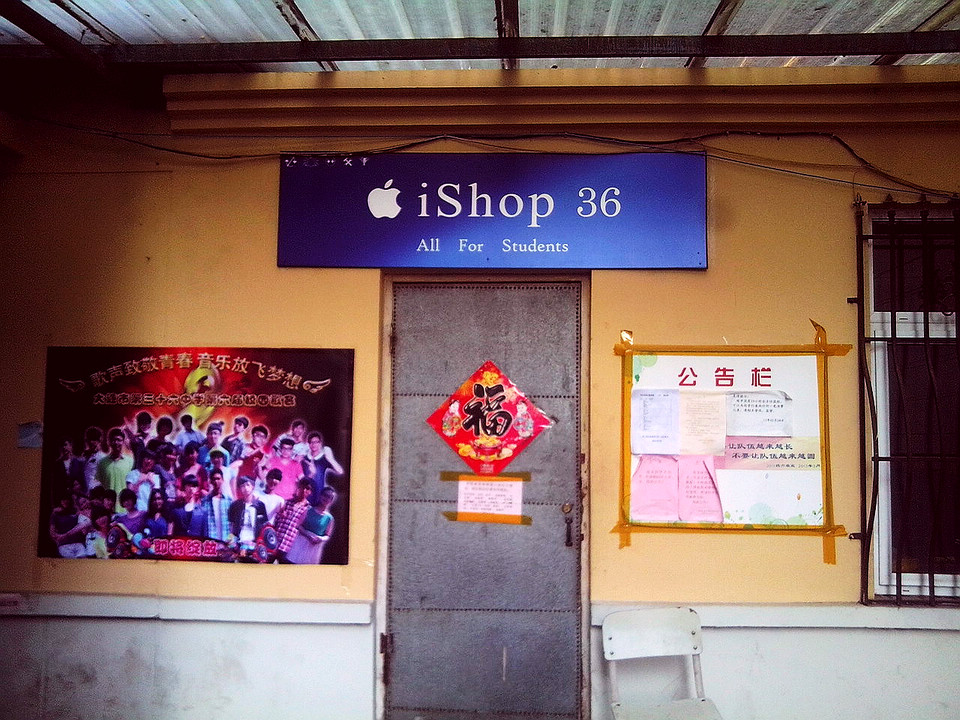
三十六中小卖部自改为学生经营后挂上了iShop的牌子

### 学生组织
- 学生会[12]
  - 学习部 · 广播部 · 体育部 · 宣传部 · 文艺部 · 文学社 · 生活部
- 社团[13]
  - 音乐社（校乐队） · 电子竞技社 · 文学社（校刊编辑部，同时隶属学生会） · 青年志愿者社（义工队） · 动漫社 · 三国社 · 心语社 · 舞台剧社 · 舞社 · 健美操社 · 象棋社 · 演讲社 · 主持人社 · 男篮社 · 女足社 · 美术社

### 活动
学校有着丰富的文化活动，包括歌会、诗文朗诵会、女足联赛等。

#### 青春歌会
青春歌会是该校一年一度的文艺活动。一般需经过多轮海选，选出表演者于每年暑假前一天在操场大赦舞台表演。附有“我爱记歌词”等其他附属活动。

#### 其他活动
此外，大连三十六中还有新年联欢会、爱心义卖、女足联赛、篮球赛、象棋赛等学生活动；亦有师德教育系列活动等教工活动。
2013年高考前夕，2012届毕业生为学弟学妹们录制视频以示加油。

### 三十六中现象
该校由于成绩格外优异，在2009年教育工作总结大会上，被大连市教育局誉为“三十六中现象”。

### 其它

#### 百度大连36中吧
大连36中的百度贴吧，贴吧控制权在学生手中。衍生出现了诸如贴友活动、贴吧杀等次生文化。

#### 校刊《拂晓》
《拂晓》于2010年春创刊，至今已有5刊，主要由校文学社承办，稿件主要来自校内师生。

#### 校园捐赠与邵先鹏
邵先鹏作为该校杰出校友，自2004年5月20日起设立“邵先鹏奖学金”，并多次捐赠电脑等物资。

## 扩展阅读
1. 吕晓琳. . 大连新闻网.   [2012-02-18]. （原始内容存档于2013-04-03）.
2. . 大连教育网.   [2012-02-18]. （原始内容存档于2013-04-03）.